# Aigremont (Yonne)
Aigremont ist eine französische Gemeinde mit 71 Einwohnern (Stand 1. Januar 2022) im Département Yonne in der Region Bourgogne-Franche-Comté (vor 2016 Bourgogne) im Osten Frankreichs. Die Gemeinde gehört zum Arrondissement Auxerre und zum Kanton Chablis.

## Geographie
Aigremont liegt etwa 26 Kilometer ostsüdöstlich von Auxerre. Umgeben wird Aigremont von den Nachbargemeinden Poilly-sur-Serein im Norden und Nordwesten, Sainte-Vertu im Norden und Osten, Nitry im Süden sowie Lichères-près-Aigremont im Westen und Nordwesten.
Die Gemeinde liegt im Weinbaugebiet Bourgogne.

## Geschichte
| Jahr                      | 1962 | 1968 | 1975 | 1982 | 1990 | 1999 | 2006 | 2013 |
| ------------------------- | ---- | ---- | ---- | ---- | ---- | ---- | ---- | ---- |
| Einwohner                 | 42   | 49   | 63   | 60   | 58   | 75   | 68   | 74   |
| Quelle: Cassini und INSEE |      |      |      |      |      |      |      |      |

## Sehenswürdigkeiten
- Kirche Notre-Dame-de-la-Nativité